# 大谷川橋梁 (只見線)
大谷川橋梁（おおたにがわきょうりょう）は、福島県大沼郡三島町の大谷川に架かる東日本旅客鉄道（JR東日本）只見線の鉄道橋である。

## 概要
国鉄会津線（現・只見線）の会津柳津駅 - 会津宮下駅間の延伸工事に伴って1939年（昭和14年）に完成し、1941年（昭和16年）に供用開始した。会津西方駅 - 会津宮下駅間の阿賀野川水系只見川支流である大谷川に架かる全長82.14 mの橋梁である。

## 構造
単線開腹式上路1連RCアーチ橋の形式である。アーチ支間45 m、アーチライズ15 mであり、完成当時の日本国内では鉄道橋として最長支間のRCアーチ橋であった。
戦前に建造されているにもかかわらず耐久性に優れており、RCアーチ橋として今も美しい曲線を見せている。
2021年（令和3年）に17施設からなる「只見線鉄道施設群」の1つとして土木学会選奨土木遺産に認定された。

## 周辺
- 国道252号
- 新宮下橋
- 福島県道237号小栗山宮下線
- 宮下橋
- 福島県道59号会津若松三島線
- 福島県立宮下病院
- 只見川
- 国道400号

## その他
大谷川に架かる只見線、国道252号、県道237号の橋梁はすべてアーチ橋となっている。宮下橋（県道237号）のアーチ橋は本橋梁より低い位置にあり、新宮下橋（国道252号）のアーチ橋は本橋梁より更に高い位置にある。この高低差により、宮下橋付近からの本橋梁および新宮下橋を含めた構図や、新宮下橋からの本橋梁を俯瞰する構図が、鉄道ファンやカメラマンの撮影ポイントとなっている。